# Bonfire (Lied)
Bonfire (englisch für „Leuchtfeuer“) ist ein Lied des deutschen DJs Felix Jaehn, in Kooperation mit der finnischen Singer-Songwriterin Alma. Das Stück ist die siebte Singleauskopplung aus seinem Debütalbum I.

## Entstehung und Artwork
Geschrieben wurde das Lied gemeinsam von Felix Jaehn, Alma Miettinen, Pascal Reinhardt (Kalli) und Joe Walter. Produziert wurde die Single durch das Produzententeam Hitimpulse (bestehend aus: Jeremy Chacon, Jonas Kalisch, Henrik Meinke und Alexsej Vlasenko) und Felix Jaehn. Das Mastering erfolgte durch Lex Barkey, gemischt wurde das Stück ebenfalls von Hitimpulse. Die Single wurde unter den Musiklabels Island Records und L’Agentur veröffentlicht und durch BMG Music Publishing, Sony/ATV Music Publishing und den Joe Walter Musikverlag vertrieben. Auf dem Cover der Maxi-Single ist – neben Künstlernamen und Liedtitel – ein Frauenoberkörper, der von Flammen umgeben und dadurch nicht zu identifizieren ist, zu sehen.

## Veröffentlichung und Promotion
Die Erstveröffentlichung von Bonfire erfolgte als Einzeldownload am 15. Juli 2016. Die Veröffentlichung einer physischen Single folgte einen Monat später am 19. August 2016 in Deutschland, Österreich und der Schweiz. Die physische Maxi-Single wurde als 2-Track-Single veröffentlicht und beinhaltet das Lied Cut the Cord als B-Seite.
Um das Lied und sich selbst zu bewerben, folgten unter anderem gemeinsame Liveauftritte zur Hauptsendezeit am 17. September 2016 während der ProSieben-Spielshow Schlag den Star sowie während der Bambi-Verleihung am 17. November 2016 in der ARD. Bei der Bambi-Verleihung wurde Jaehn auch mit einem Bambi in der Kategorie Entertainment ausgezeichnet.

## Inhalt
Der Liedtext zu Bonfire ist komplett in englischer Sprache verfasst; ins Deutsche übersetzt bedeutet der Titel „Leuchtfeuer“. Die Musik und der Text wurden gemeinsam von Felix Jaehn, Kalli, Alma Miettinen und Joe Walter verfasst. Musikalisch bewegt sich das Lied im Bereich der House- und Popmusik. Der Gesang des Liedes stammt alleine von Alma; Jaehn wirkt lediglich als DJ. Als weitere Instrumentalisten wurden Jeremy Chacon an der Marimba, Jonas Kalisch am Schlagzeug, Henrik Meinke am Keyboard, Vincent Kottkamp am E-Bass und Alexsej Vlasenko am Synthesizer engagiert.
| “I am the bonfire, you make me stronger, you make me light up, with the shade you throw on me, throw on me. I am the bonfire, you make me stronger, I’m going higher, I live off your gasoline, gasoline.” – Refrain, Originalauszug | „Ich bin das Leuchtfeuer, du machst mich stärker, du lässt mich aufleuchten, mit dem Schatten den du auf mich wirfst, auf mich wirfst. Ich bin das Leuchtfeuer, du machst mich stärker, ich gehe höher, ich lebe von deinem Benzin, Benzin.“ – Refrain, Übersetzung |

Im Lied geht es darum, dass man ständig in alltäglichen Situationen von anderen attackiert wird, man sich dadurch nicht runterziehen lassen soll, sondern dass es einen stärken soll. In einem Interview mit der Bild beschrieb Jaehn den Inhalt des Liedes wie folgt: „Je mehr schlechte Vibes ihr mir entgegen bringt, je tiefer ihr mich runterdrückt, desto stärker werde ich. Eure Erniedrigungen sind das Öl, das ihr in mein Feuer gießt.“

## Musikvideo
Ein offizielles Musikvideo zu Bonfire wurde zunächst nicht veröffentlicht. Jaehn veröffentlichte anfangs lediglich ein Audiovideo, in dem das Lied zu hören ist und nur ein Ausschnitt des Coverbilds der Single zu sehen ist, auf seinem YouTube-Kanal. Innerhalb eines Monats zählte das Video über drei Millionen Aufrufe bei YouTube.
Am 17. August 2016 folgte die Veröffentlichung des offiziellen Musikvideos, die Premiere erfolgte über die Internetpräsenz des Billboard-Magazins. Die Dreharbeiten fanden außerhalb der bulgarischen Hauptstadt Sofia statt. Zu sehen sind Jaehn und Alma in einer Gebirgslandschaft im Kampf mit dem Feuer. Größtenteils sind die beiden zusammen vor einem Feuer, während sie das Lied präsentieren, zu sehen. Zwischendurch ist Alma auf einem Reifenhaufen das Lied singend zu sehen, während Szenen von Jaehn gezeigt werden, in denen er versucht, Attacken des Feuers zu entgehen und unter anderem Feuerbälle mithilfe eines Tennisschlägers abwehrt. Das Video endet in Zeitlupe, in der sich die beiden vom Feuer wegbewegen, während eine Explosion im Hintergrund stattfindet. Die Gesamtlänge des Videos beträgt 3:21 Minuten. Regie führte Kitty Bolhoefer. Bis Februar 2025 zählte das Video über 18,2 Millionen Aufrufe bei YouTube.

## Bonfire Tour 2016
Die folgende Liste ist eine Übersicht der Konzerte, die Jaehn auf seiner Bonfire Tour 2016 gespielt hat. Die Tour erstreckte sich vom 22. September bis 8. Oktober 2016 und führte ihn durch neun deutsche Städte sowie jeweils ein Mal nach Österreich und in die Schweiz.
| Datum              | Stadt             | Veranstaltungsort  | Land        |
| ------------------ | ----------------- | ------------------ | ----------- |
| 22. September 2016 | Wien              | Arena              | Österreich  |
| 23. September 2016 | Nürnberg          | Löwensaal          | Deutschland |
| 24. September 2016 | Berlin            | Huxley’s neue Welt | Deutschland |
| 25. September 2016 | Dresden           | Alter Schlachthof  | Deutschland |
| 29. September 2016 | Frankfurt am Main | Batschkapp         | Deutschland |
| 30. September 2016 | Rostock           | Moya               | Deutschland |
| 1. Oktober 2016    | Köln              | E-Werk             | Deutschland |
| 2. Oktober 2016    | Hamburg           | Docks              | Deutschland |
| 6. Oktober 2016    | Stuttgart         | LKA Longhorn       | Deutschland |
| 7. Oktober 2016    | Saarbrücken       | Garage             | Deutschland |
| 8. Oktober 2016    | Zürich            | Maaghalle          | Schweiz     |

## Mitwirkende
| Liedproduktion - Lex Barkey: Mastering - Jeremy Chacon: Abmischung, Marimba, Musikproduzent - Felix Jaehn: DJ, Liedtexter, Komponist, Musikproduzent - Jonas Kalisch: Abmischung, Musikproduzent, Schlagzeug - Vincent Kottkamp: E-Bass - Henrik Meinke: Abmischung, Keyboard, Musikproduzent - Alma Miettinen: Gesang, Liedtexter, Komponist - Pascal Reinhardt (Kalli): Liedtexter, Komponist - Alexsej Vlasenko: Abmischung, Musikproduzent, Synthesizer - Joe Walter: Liedtexter, Komponist Unternehmen - B2Y Productions: Co-Produzent (Musikvideo) - BMG Music Publishing: Musikverlag - Island Records: Musiklabel - L’Agentur: Musiklabel - Mutter & Vater Productions: Filmproduzent (Musikvideo) - Sony/ATV Music Publishing: Musikverlag - Joe Walter Musikverlag: Musikverlag | Musikvideo (Auswahl) - Kitty Bolhoefer: Regisseur - Frank Hoffmann: Ausführender Produzent - Ivan Ivanov: 2. Kameraassistent - Aleksandar Kenanov: Supervisor - Yariv Lerner: Ausführender Produzent - Marek Polewski: Kreativdirektor - Viktor Rangelov: Assistant Stunt Coordinator, Double - Mira Rosenmeier: Filmproduzent - Fridolin Schöpper: Kameramann - Edis Seliminski: 1. Kameraassistent |

## Kommerzieller Erfolg

### Chartplatzierungen
Bonfire erreichte in Deutschland Position drei der Singlecharts und konnte sich insgesamt neun Wochen in den Top 10 und 29 Wochen in den Charts platzieren. In den deutschen Airplaycharts erreichte die Single für vier Wochen die Spitzenposition. In Österreich erreichte die Single Position neun und konnte sich insgesamt zwei Wochen in den Top 10 und 23 Wochen in den Charts halten. In der Schweiz erreichte die Single in 19 Chartwochen Position 39 der Charts. 2016 platzierte sich die Single auf Position 23 in den deutschen Single-Jahrescharts, sowie auf Position 47 in Österreich.
Für Jaehn als Interpret ist dies bereits der fünfte Charterfolg in Deutschland sowie der vierte in Österreich und der Schweiz. Es ist sein vierter Top-10-Erfolg in Deutschland sowie sein dritter in Österreich. Als Autor ist dies bereits der dritte Charterfolg in Deutschland sowie der zweite in Österreich und der Schweiz. Es ist sein zweiter Top-10-Erfolg als Autor in Deutschland sowie sein erster in Österreich. Als Musikproduzent ist dies sein vierter Charterfolg in Deutschland sowie sein dritter in Österreich und der Schweiz. Es ist sein dritter Top-10-Erfolg als Produzent in Deutschland sowie sein zweiter in Österreich. Für Walter als Autor ist es der vierte Charterfolg in Deutschland sowie nach Du willst mir an die Wäsche der zweite in Österreich und der erste in der Schweiz. Es ist sein erster Top-10-Erfolg in Deutschland. In allen drei Ländern konnte sich bis heute kein Werk Walters höher und länger in den Charts platzieren. Für Alma ist es außerhalb Skandinaviens ihr erster Charterfolg. In ihrer Heimat Finnland ist dies bereits nach ihrer Debütsingle Karma der zweite Charterfolg. Für Reinhardt ist es als Autor der erste Charterfolg seiner Karriere.
| ChartsChartplatzierungen | Höchstplatzierung | Wochen |
| ------------------------ | ----------------- | ------ |
| Deutschland (GfK)        | 3 (29 Wo.)        | 29     |
| Finnland (IFPI)          | 14 (7 Wo.)        | 7      |
| Österreich (Ö3)          | 9 (23 Wo.)        | 23     |
| Schweiz (IFPI)           | 39 (19 Wo.)       | 19     |

| ChartsJahrescharts (2016) | Platzierung |
| ------------------------- | ----------- |
| Deutschland (GfK)         | 23          |
| Österreich (Ö3)           | 47          |

### Auszeichnungen für Musikverkäufe
Im Juni 2021 wurde Bonfire in Deutschland mit einer dreifachen Goldenen Schallplatte für über 600.000 verkaufte Einheiten ausgezeichnet. In Österreich erreichte die Single Platin-Status im Jahr 2024. Für Alma ist es das erste Werk, das in ihrer Karriere ausgezeichnet wurde.
| Land/Region        | Auszeichnungen für Musikverkäufe (Land/Region, Auszeichnung, Verkäufe) | Verkäufe |
| ------------------ | ---------------------------------------------------------------------- | -------- |
| Deutschland (BVMI) | 3× Gold                                                                | 600.000  |
| Österreich (IFPI)  | Platin                                                                 | 30.000   |
| Insgesamt          | 1× Gold · 2× Platin ·                                                  | 630.000  |

## Coverversionen
- 2017: Die Schlümpfe, das Musikprojekt um die Schlümpfe veröffentlichte am 10. März 2017 eine Version unter dem Titel Team Schlumpf auf dem Album Das verschlumpfte Album.[18]